# Trhová Kamenice
Trhová Kamenice település Csehországban, a Chrudimi járásban. Trhová Kamenice Vysočina, Ctětín, Horní Bradlo, Nasavrky, Hodonín és Libice nad Doubravou településekkel határos. Lakosainak száma 1020 fő (2024. január 1.).

## Népesség
A település lakosságának változását az alábbi diagram mutatja:
| Lakosok száma | 2080 | 1968 | 1945 | 1382 | 922  | 864  | 908  | 938  | 956  | 1020 |
|               | 1869 | 1890 | 1921 | 1950 | 1980 | 2001 | 2017 | 2019 | 2022 | 2024 |